# 김창록 (판소리 명창)
김창록(金昌祿)은 조선시대의 판소리 명창이다. 전라북도 무장에서 태어났으며, 《심청가》를 남다르게 잘하였다. 동편제 소리로 박만순, 김세종과 같이 활약하였다. 《춘향가》에 〈8도담배가〉를 작곡하였고 또, 〈산유화가〉를 작곡하였다. 그의 더늠은 《심청가》 중에서 심청이 부친과 이별하는 대목이다.